# Biserica Sfinții Apostoli Petru și Pavel din Păun

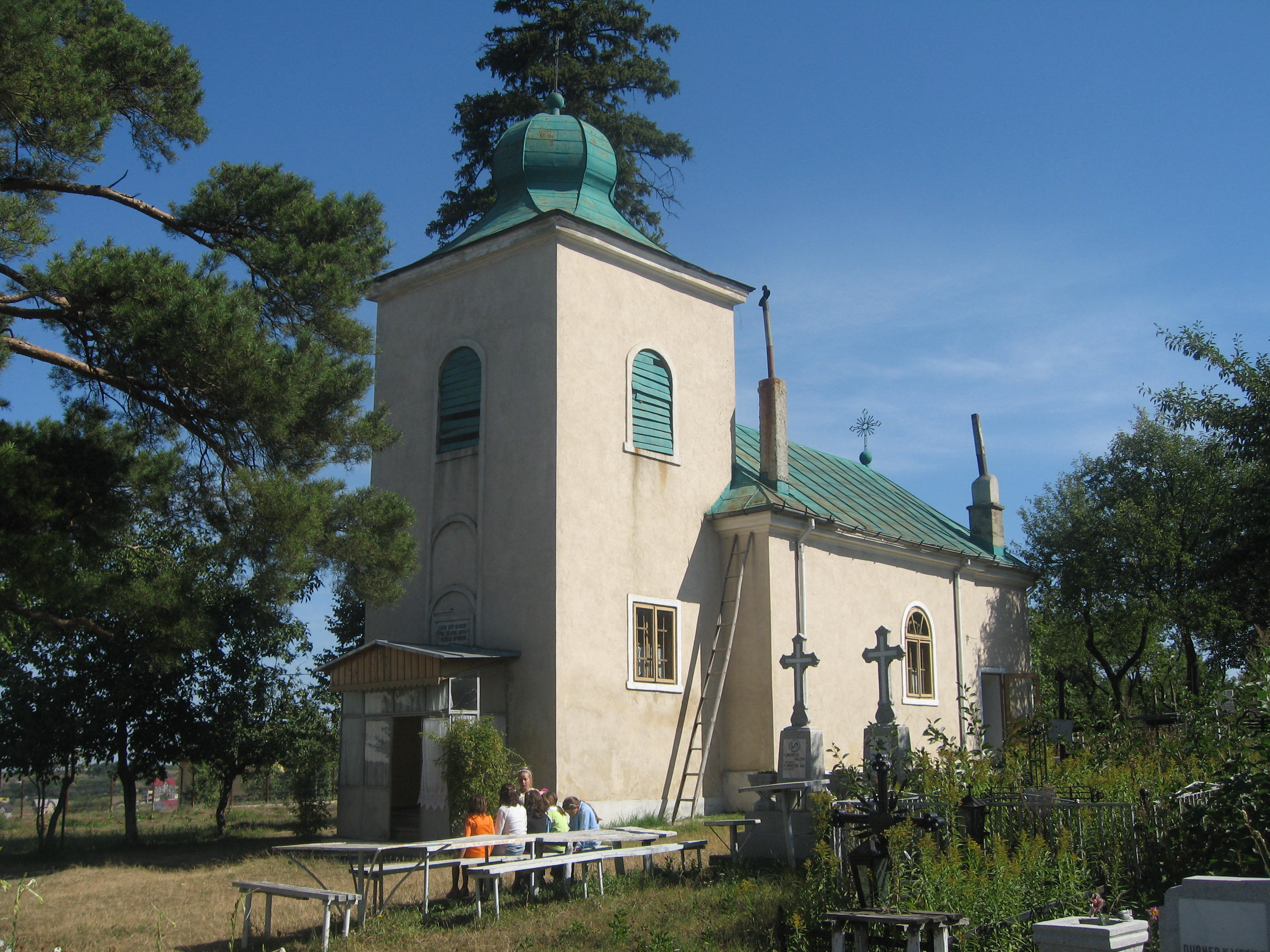
Biserica "Sf. Apostoli Petru şi Pavel" din Păun

Biserica "Sf. Apostoli Petru și Pavel" din Păun este o biserică ortodoxă construită în anul 1812 în satul Păun din comuna Bârnova (județul Iași). Lăcașul de cult se află pe Dealul Păun, "pe un restrâns tăpșan de deasupra dealului acestuia, unde bătaia vântului din cele patru puncte cardinale e mai puternică decât în toate celelalte împrejurimi". 
Biserica a fost inclusă pe Lista monumentelor istorice din județul Iași din anul 2015, având codul de clasificare cod LMI IS-II-m-B-04215. 

## Istoricul bisericii

### Lăcașuri de cult anterioare din Păun
După cum relatează istoricul N.A. Bogdan în monografia sa dedicată orașului Iași, într-o nuvelă istorică a lui Gheorghe Asachi publicată în "Calendarul pentru Romîni" pe anul 1858 se povestește legenda unui bătrân pustnic pe nume Zosim care a oficiat o căsătorie între creștinul Claudius, centurionul Cohortei Iasiene și Doamna, fiica preotului Ancus al zeului roman Marte. Zosim trăia în pustnicie în codrii din apropierea municipiului Iassiorum, codri ce fuseseră consacrați zeului grec Pan, protector al turmelor și al păstorilor. Sihăstria unde trăia bătrânul a fost denumită de către oamenii din apropiere Schitul lui Păun. 
În monumentala lucrare a lui Theodor Codrescu, Uricariul, publicată în a doua jumătate a secolului al XIX-lea, se spune că vameșul Păun (grec originar din Epir) ar fi ctitorit Mănăstirea Clatia în august 7180 (=1672) în codrii Iașilor, la Buciumi.   Mănăstirea Clatia a fost închinată de către ctitor Mănăstirii Plumbuita, care era la rândul ei metoc al mănăstirii atonite Xiropotamu. 
Domnitorul Gheorghe Duca (1665-1666, 1668-1672, 1678-1683) a dăruit nou-înființatei mănăstiri mai multe moșii. După ce la 1 septembrie 1671 i-a donat întregul teren din jurul satului Dancu, la sud de Iași, printr-un act din 8 aprilie 1672 i-a mai dăruit întregul teritoriu cuprins între pârâul Socola, Vlădiceni și înălțimea de la obârșia Vasluiețului. 
Istoricul Nicolae Iorga presupune că Mănăstirea Clatia ar fi fost nimicită de pârjolul făcut de hoardele tătare în anul 1711, după războiul ruso-turc din același an, când domnitorul Dimitrie Cantemir a luat calea Rusiei.  După dispariția acestei mănăstiri, toate bunurile sale au trecut la Mănăstirea Dancu. 

### Biserica actuală
În anul 1812, Spiridon Papadopol și soția sa Ruxandra, împreună cu fiica lor Anastasia și ginerele Anastasie Căminaș, au zidit actuala biserică din satul Păun, aflat în apropierea Iașului. Biserica a primit hramul Sfinților Apostoli Petru și Pavel (prăznuit la 29 iunie). Osemintele ctitorilor au fost îngropate în naos, portretele lor fiind păstrate o perioadă în pronaos.
Biserica a fost construită din piatră, fiind formată din pronaos, naos și altar. Deasupra pronaosului a fost înălțat un turn-clopotniță în care au fost adăpostite trei clopote. În interior, biserica are o boltă semicilindrică. Tot din secolul al XIX-lea datează și catapeteasma din lemn de brad cu ornamente florale.
Biserica a fost restaurată în octombrie 1888 prin strădaniile preotului-paroh Ioan Dimitriu Bobulescu, cu binecuvântarea mitropolitului Iosif Naniescu al Moldovei și cu ajutorul și milostenia credincioșilor din localitate. S-au operat unele modificări asupra bisericii cu scopul de a o face mai încăpătoare: s-a construit un pridvor în formă de baldachin, s-au lărgit ferestrele și au fost înălțați pereții exteriori. 
În anul 1944 au fost pictate bolta altarului și naosului de către pictori anonimi.
Lângă biserică este și o casă parohială fără etaj, care a servit ca școală primară între anii 1917-1923.
În jurul bisericii se află cimitirul satului Păun. Aici a fost înălțat un monument al eroilor căzuți pe front în august 1917. Monumentul are în vârf o cruce și a fost executat de către sculptorul funerar ieșean Salvador Scutari (1880-1932), la inițiativa ofițerilor și soldaților din Regimentul 5 Vânători. Pe monument a fost săpată următoarea inscripție: "Camarazilor morții pentru patrie. Ofițerii și trupa regimentului 5 Vânători. 1917 August", iar în partea dreaptă jos a soclului este înscris numele autorului Scutari Iași. 
Lângă peretele nordic al bisericii se află mormântul fraților Anibal-Spiridon V. Elefterescu (2 martie 1880 - 4 iulie 1904) și Costică Dimitrie V. Elefterescu (8 iunie 1882 - 10 august 1904). Primul dintre ei este autorul lucrării "Donațiunile revocabile în dreptul civil romîn" (Tipografia "Speranța", București, 1901).

## Imagini

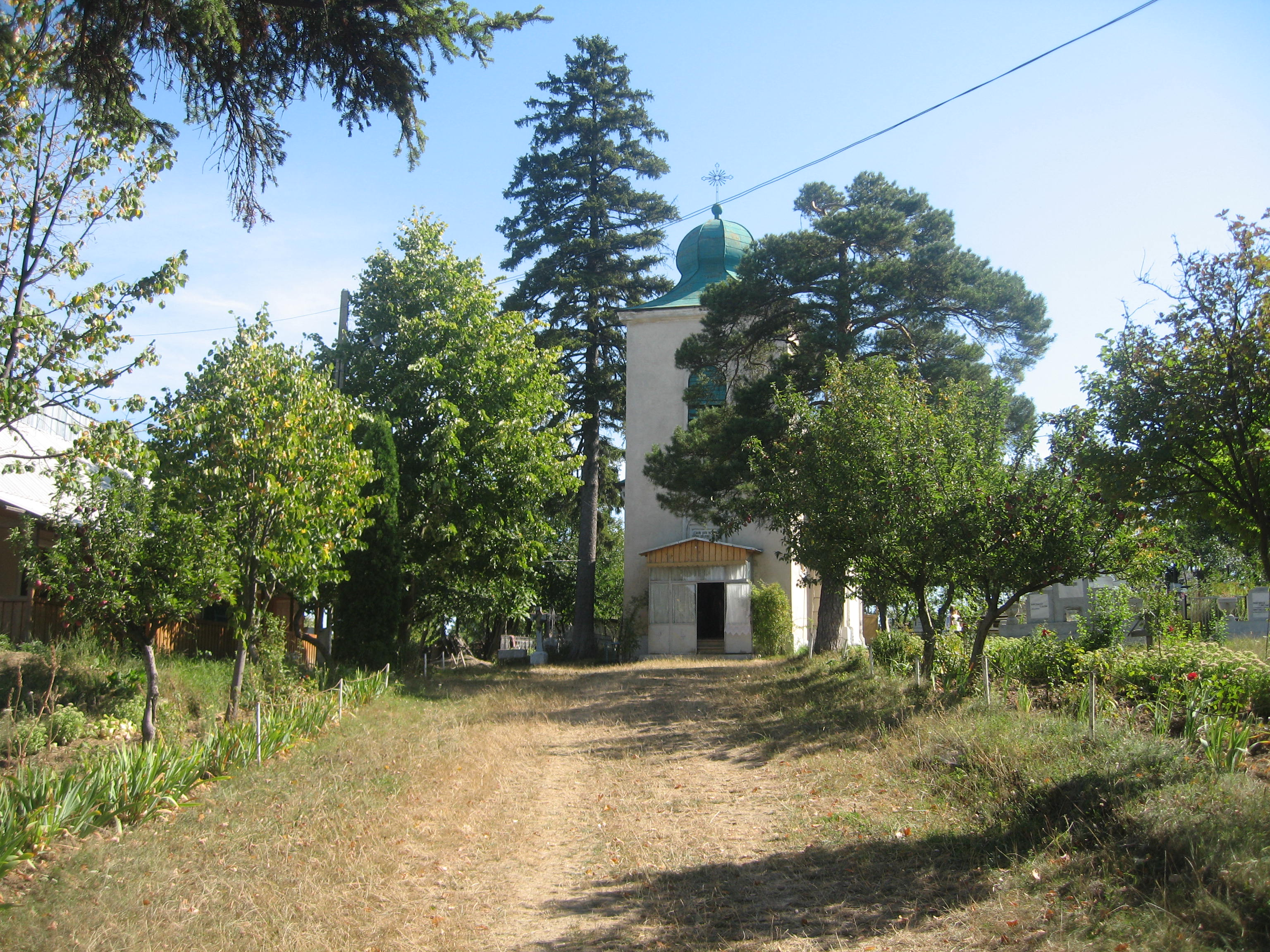
Drumul spre biserică
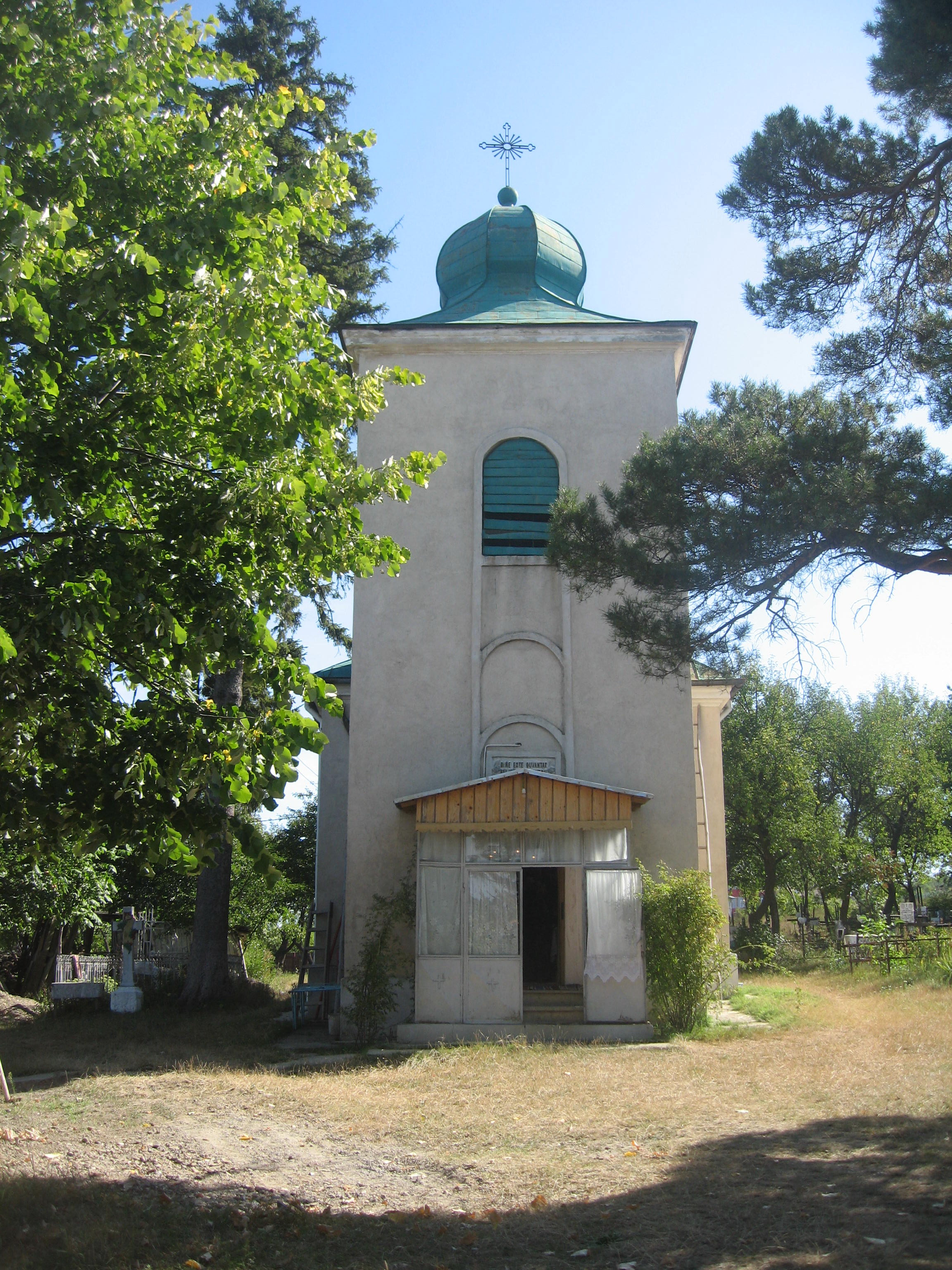
Biserica privită din faţă
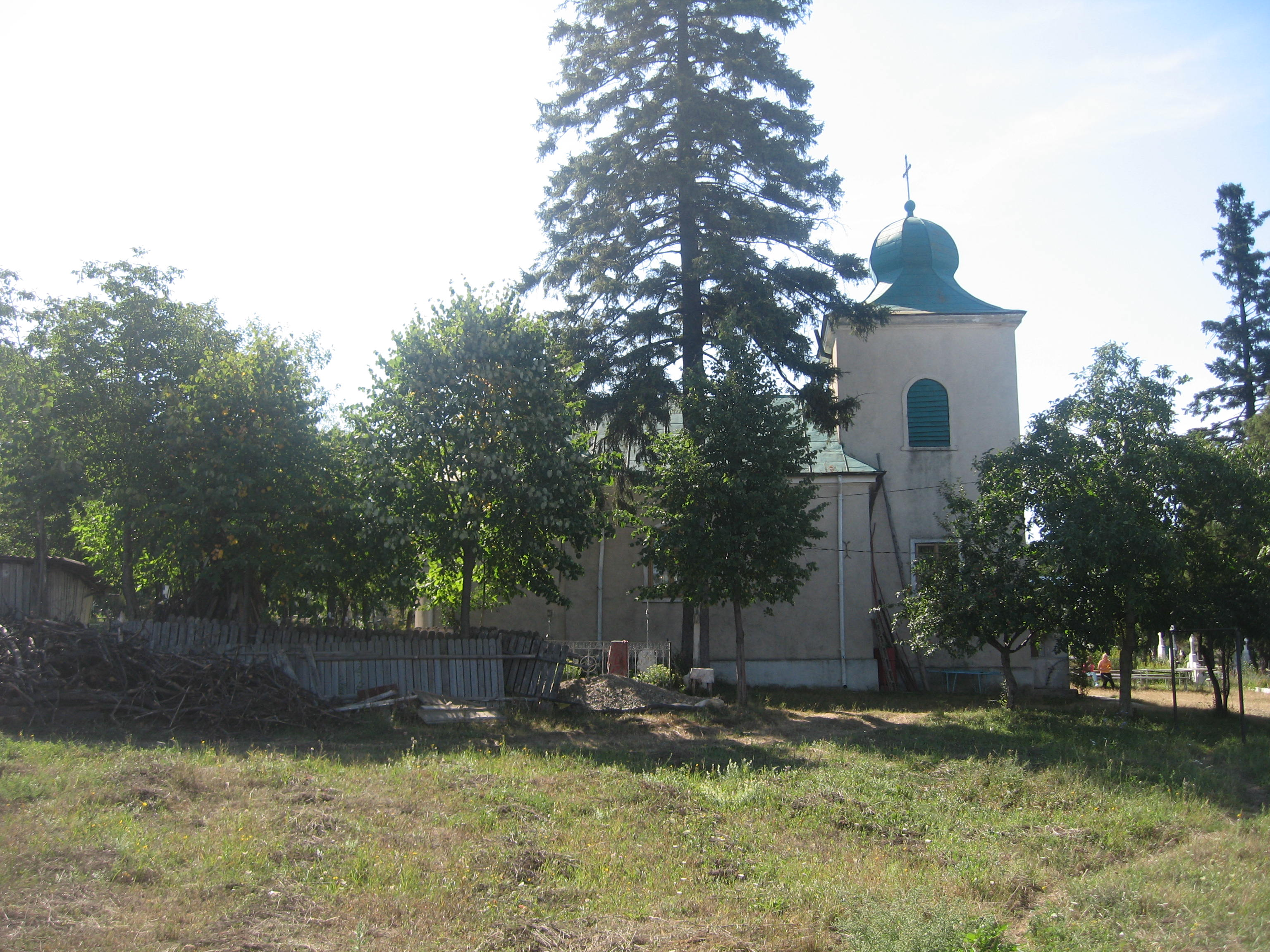
Biserica privită din lateral
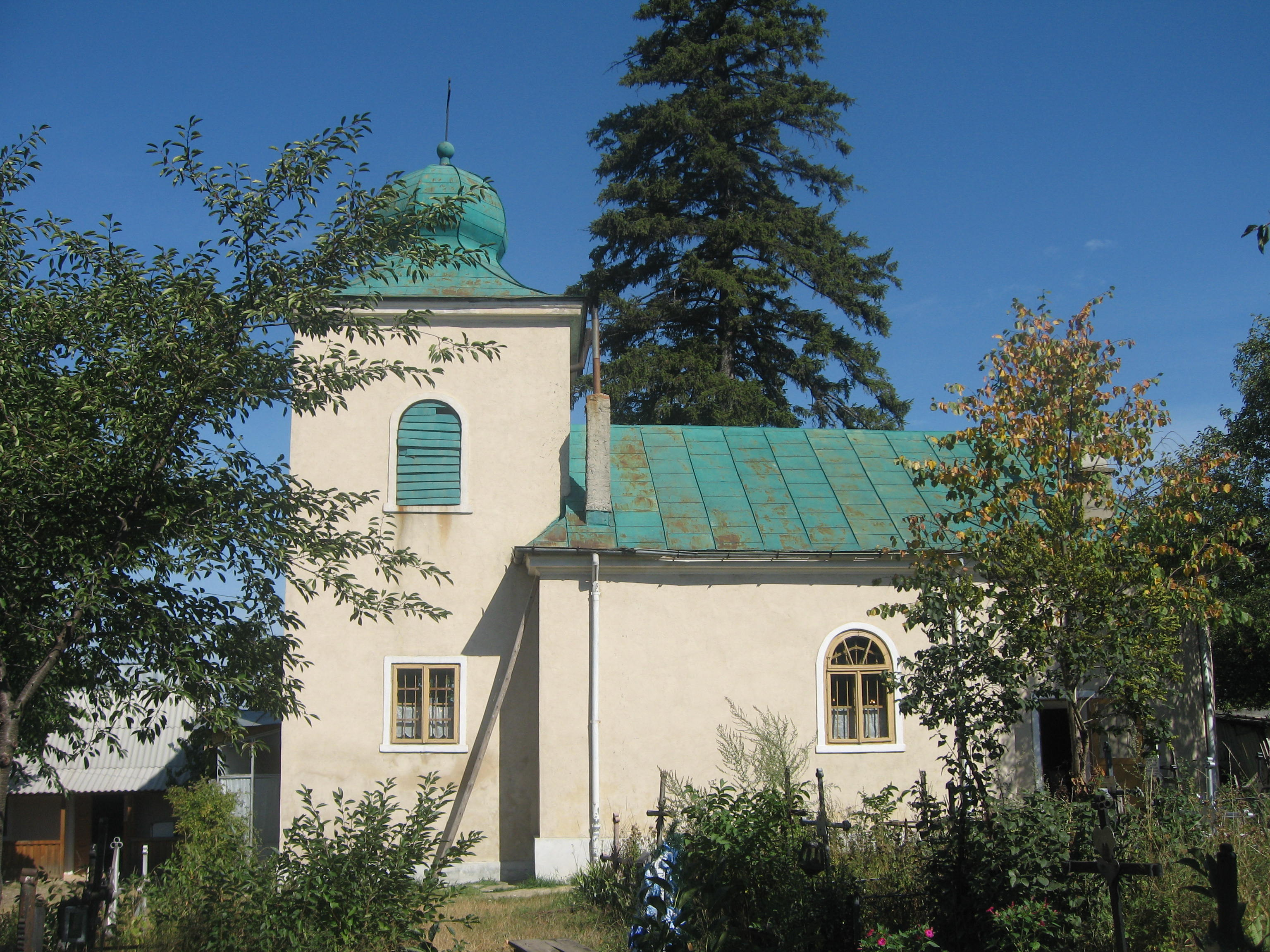
Biserica
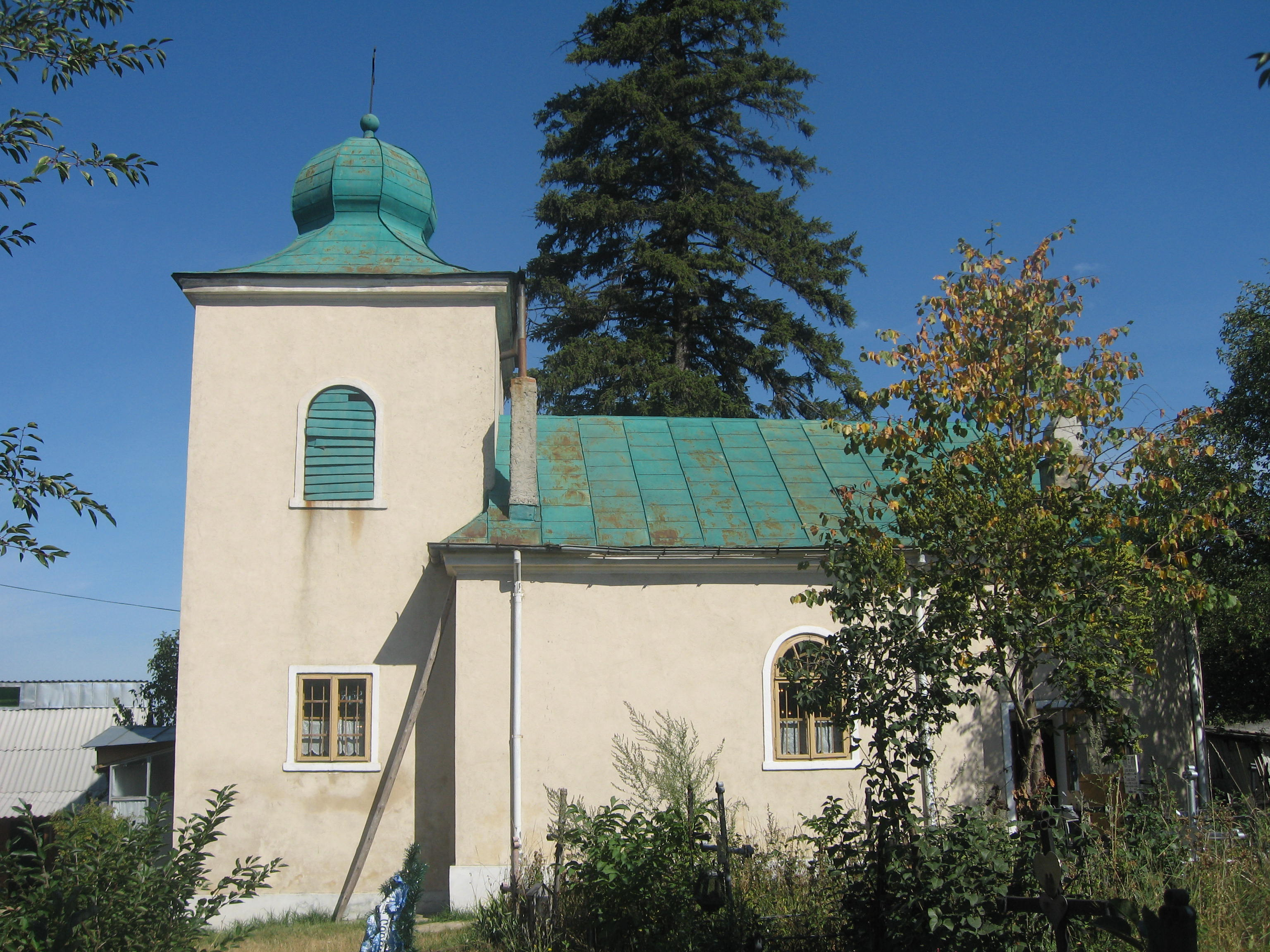
Biserica
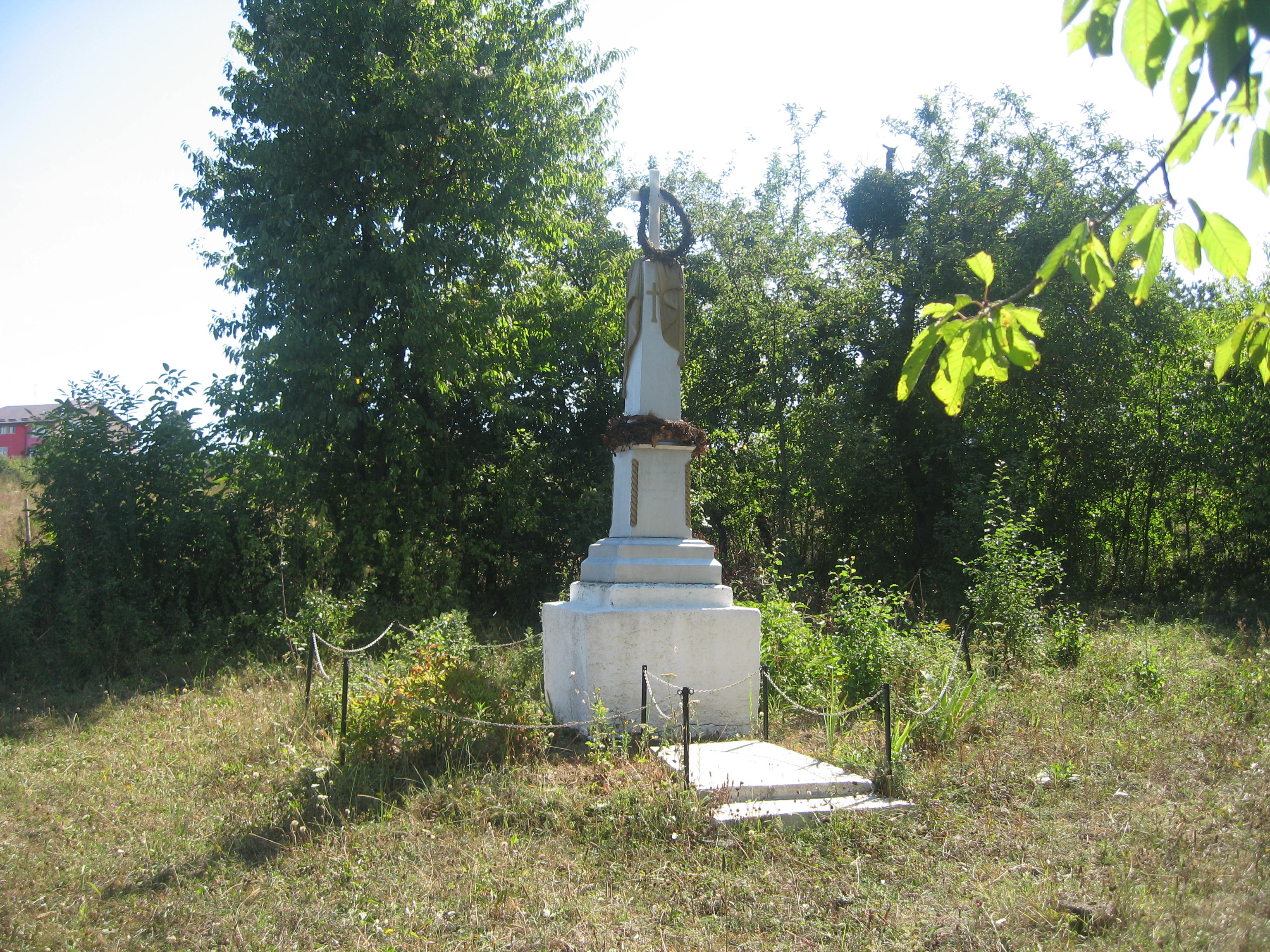
Monumentul eroilor din primul război mondial, aflat în cimitirul care înconjoară biserica
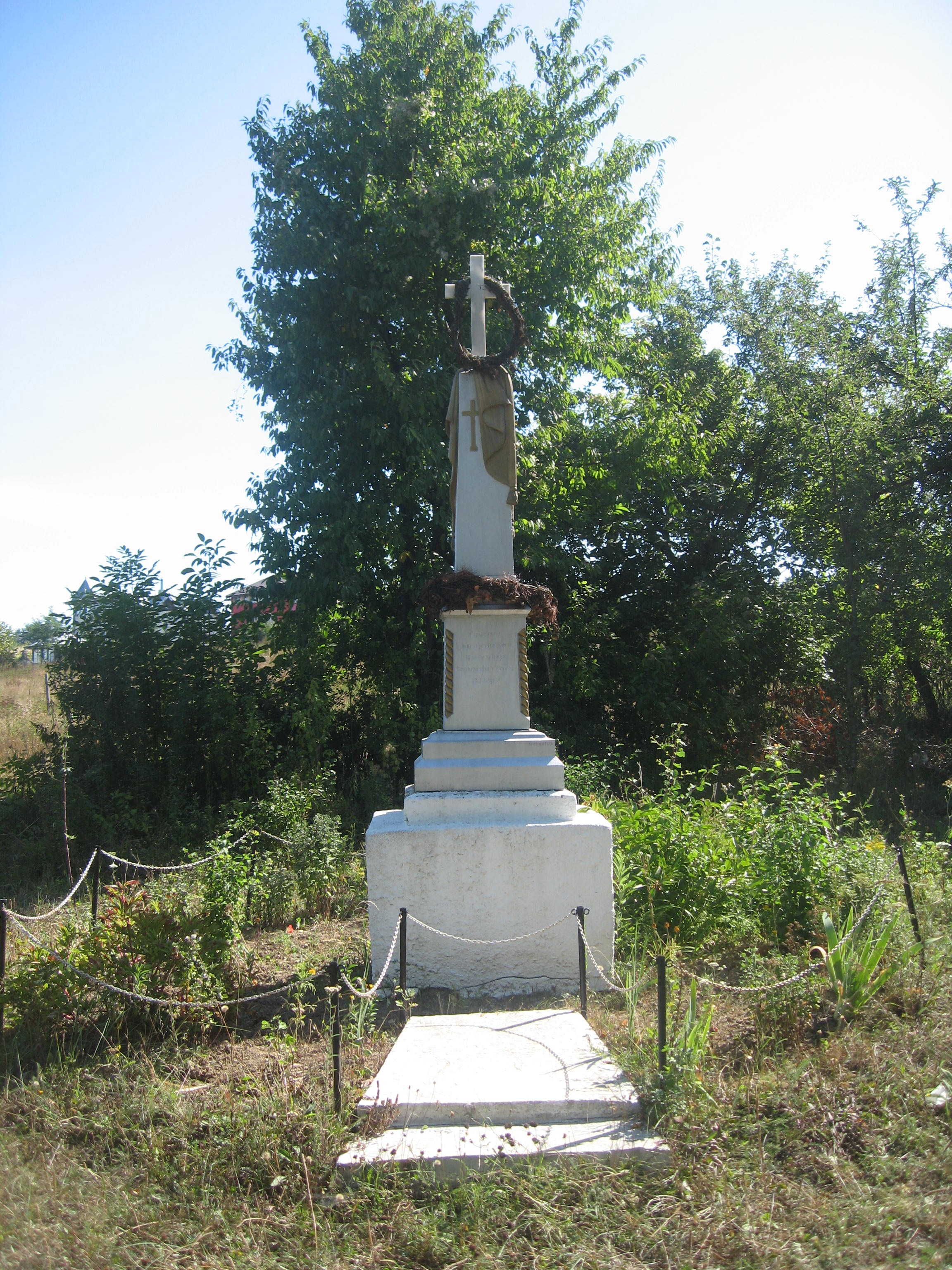
Monumentul eroilor din primul război mondial
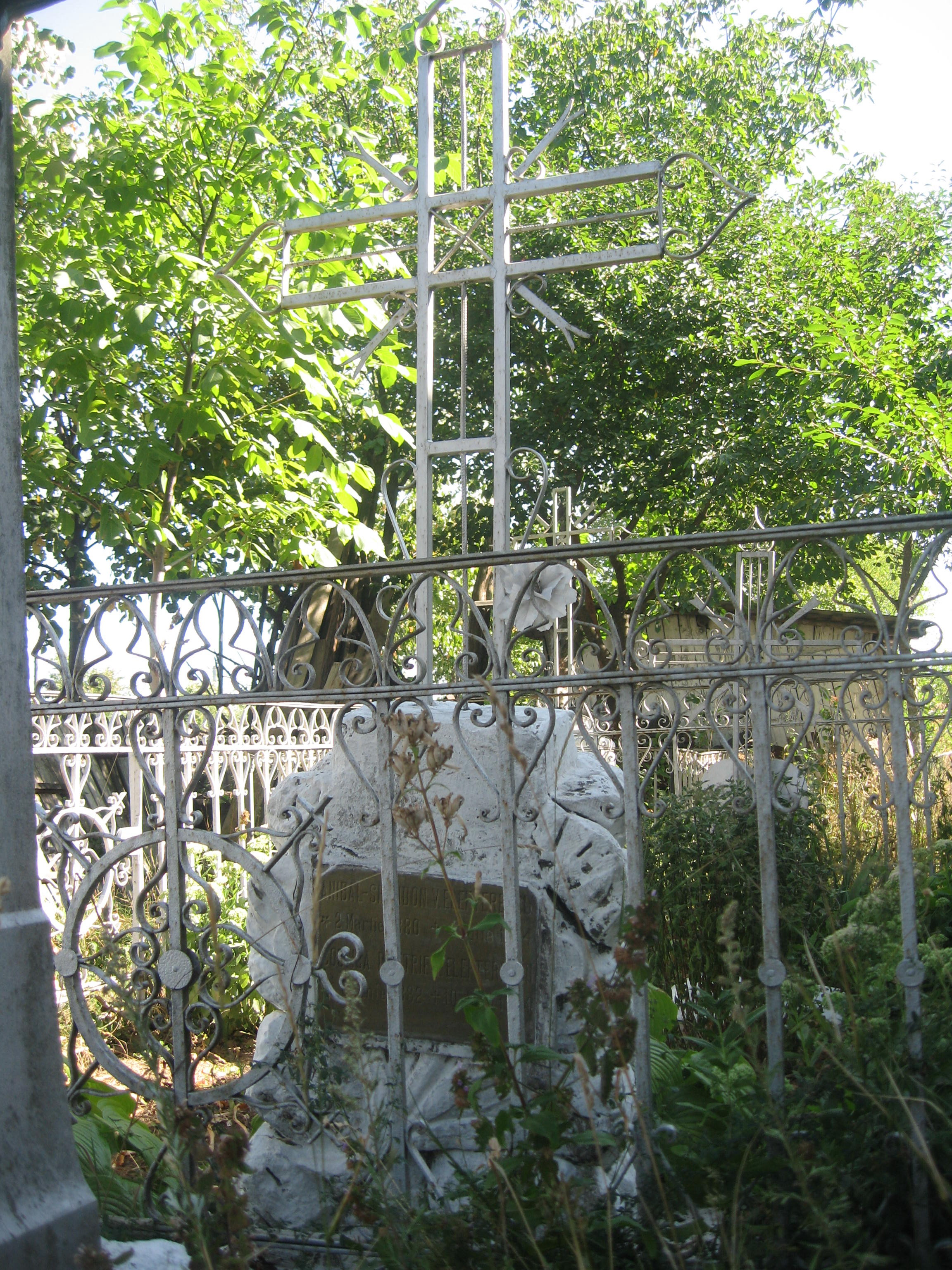
Mormântul fraţilor Anibal-Spiridon V. Elefterescu lângă zidul bisericii